# 棚橋弘貴
棚橋 弘貴（たなはし ひろき　1987年7月14日 - ）は、岐阜県岐阜市出身の元大相撲力士の稲葉丸一揆（いなばまる いっき）である。血液型はB型。岐阜市立長森西小学校、岐阜市立長森中学校、岐阜市立岐阜商業高等学校、朝日大学卒業後、2010年3月6日春場所の新弟子検査に合格。この日受験した44人の中で、体重は最も重い189kgを記録。身長は187cm。プロレスラー棚橋弘至は父方の遠縁（父方の祖父が兄弟）。2010年春場所初土俵。2016年2月現役引退。

## 人物

### 幼少期
幼少期より野球・水泳・相撲で体を鍛え、水泳では岐阜県の強化指定選手に選ばれていた。得意な泳ぎはクロールとバタフライ。
相撲は小学１年生から始め、地元の相撲クラブである「木曜クラブ」に小学1年生から中学3年生まで所属していた。小学6年生時には体重100kg。

### 高校時代から大学時代
2003年、岐阜市立岐阜商業高等学校に入学し相撲部に所属。高校総体3年連続団体戦出場。高校2年、3年には個人戦出場（予選で敗退）。東海大会で無差別級で2位。2006年に朝日大学に入学し相撲部に所属。大学1年生で西日本団体2位、この時は大将を務めた。インカレで団体戦8強入に貢献。大学2年時に相撲部を退部し、刑務官を目指す大学生活を送っていた。大学の先輩 徳真鵬が2009年名古屋場所で十両昇進を機に、一念発起。自身もプロで挑戦したいと、徳真鵬と同じ木瀬部屋に入門を決意。入門後、約3ヶ月で木瀬部屋が閉鎖。木瀬部屋が再興するまでの約1年10ヶ月の間、北の湖部屋所属となる。。

### 大相撲時代
この節の出典。
2012年に前十字靭帯断裂し、右足首骨折など怪我が重なり苦しんだ。稽古で番数をこなせない分、トレーニングで補っていた。
2014年9月場所に四股名を「棚橋 弘貴」から「稲葉丸 一揆」に変更。地元 岐阜城の別名である稲葉山城と、さらに、恩師の姓の一文字「丸」を頂戴したことが、四股名「稲葉丸」の由来である。「一揆」は、怪我が多く思うように成績が振るわない自身の相撲人生において最後の挑戦という決意で改名した。
2015年3月場所を東三段目8枚目で迎えストレートで給金を直し、入門5年目を要してに新幕下に。場所前にはぎっくり腰を発症させ1週間の安静を余儀なくされていたが、本人曰く「どうせ上がれないと諦めていたら、稽古もできるようになって体もよく動いた」

2015年名古屋場所 幕下2場所目、3勝3敗で迎えた最後の相撲。琴仁成を引き落とし5場所連続で勝ち越した。
2015年九州場所は4勝3敗。勝ち越すことが出来たが、初日の取り組みで腰椎を骨折。鎮痛剤服用と痛み止めのブロック注射をして激痛に堪えながら土俵に上がっていた。場所後の精密検査で、ドクターストップ。その後、担当医師より現役引退を勧められ、2016年2月に約6年間の土俵人生に幕を閉じた。

#### 受賞歴など
第1回（平成10年8月9日） 東海少年相撲大会 個人 5年生の部 第3位 

第21回（平成9年8月3日）　長森西校区相撲大会 個人 4年の部 優勝

平成9年度11月27日 市民すもう教室　努力賞 

第12回（平成8年5月19日）市民すもう大会　3年生の部　優勝

第13回（平成9年5月18日）市民すもう大会　4年生の部　優勝

第14回（平成10年5月17日）市民すもう大会 5年生の部　優勝

第5回 わんぱく相撲 岐阜ブロック大会 4年生 団体の部 準優勝 　
第11回　わんぱく相撲岐阜場所　優勝

第12回　わんぱく相撲岐阜場所　優勝

第13回　わんぱく相撲岐阜場所　優勝 

第14回　わんぱく相撲岐阜場所　優勝

第15回　わんぱく相撲岐阜場所　優勝

第21回　岐阜県少年相撲大会 団体　準優勝

第21回  岐阜県少年相撲大会 個人の部6年生 準優勝

第30回（平成13年4月28日）　岐阜県中学生相撲優勝大会 2年生の部 準優勝 

第31回（平成14年4月27日）　岐阜県中学生相撲優勝大会 3年生の部 準優勝 

第19回  岐阜県少年相撲大会 個人 4年生の部 優勝 

第20回  岐阜県少年相撲大会 個人 5年生の部 優勝 

第37回　岐阜県相撲選手権大会　小学4年生の部　優勝
第38回（平成10年8月30日）　岐阜県相撲選手権大会　小学校5年の部　優勝

第39回（平成11年7月11日）　岐阜県相撲選手権大会　小学生の部　第3位
第41回（平成13年9月2日）　岐阜県相撲選手権大会 中学生総合の部　朝日村教育長賞  
第42回　岐阜県相撲選手権大会 中学3年生の部 準優勝  

第50回 東海高等学校総合体育大会相撲競技 個人　第3位 

2001年岐阜県中学校体育連盟　準優勝
2002年岐阜県中学校体育連盟　準優勝
第32回（平成15年4月26日） 岐阜県高校生相撲優勝大会 個人重量級 3位 